# Psiloritis
Das Psiloritis-Massiv oder Idagebirge (griechisch Ίδη Idi oder auch altgriechisch Ἴδα Ida, beide (f. sg.); vergleiche auch Ida-Gebirge (Türkei)) ist eines der drei über 2000 Meter hohen Gebirgsmassive der griechischen Mittelmeerinsel Kreta. Es liegt in Zentralkreta, südwestlich der Hauptstadt Iraklio.
Der höchste Gipfel des Massivs ist mit 2456 Metern der Psiloritis (Ψηλορείτης (m. sg.), deutsch etwa „Hoher Berg“), nach der Gipfelkapelle auch Timios Stavros (Τίμιος Σταυρός ‚Ehrwürdiges Kreuz‘ (m. sg.)) genannt. Er ist umgeben von vier weiteren Berggipfeln mit über 2200 Metern Höhe: dem Agathias (Αγκαθιάς (m. sg.)) mit 2424 Metern, der Stolistra (Στολίστρα (f. sg.)) mit 2325 Metern, der Voulomenou (Βουλομένου (f. sg.)) mit 2267 Metern und dem Koussakas (Κούσσακας (f. sg.)) mit 2209 Metern.
Der antike Name des Gebirges Ida wird heute teilweise wieder verwendet. Er erschloss sich aus dem Namen der Nida-Hochebene, der den in antiken Schriften erwähnten Namen des Gebirges bewahrt hatte. In der griechischen Mythologie ist das Massiv einer der Geburtsorte des Göttervaters Zeus.

## Geologie
Die räumliche Ausdehnung des Massivs in west-östlicher Richtung erstreckt sich über mehr als 30 Kilometer vom Kloster Arkadi bis nach Krousonas im Osten.
Die zentralen und westlichen Teile des Gebirgsmassivs bestehen hauptsächlich aus Gesteinen der Plattenkalk-Serie, die östlichen Teile aus grauen Tripoliza-Kalken. Das Gebirge ist durch starke Verkarstung geprägt, die unter anderen zur Bildung der Nida und verschiedener großer Höhlen geführt haben.

## Flora und Fauna

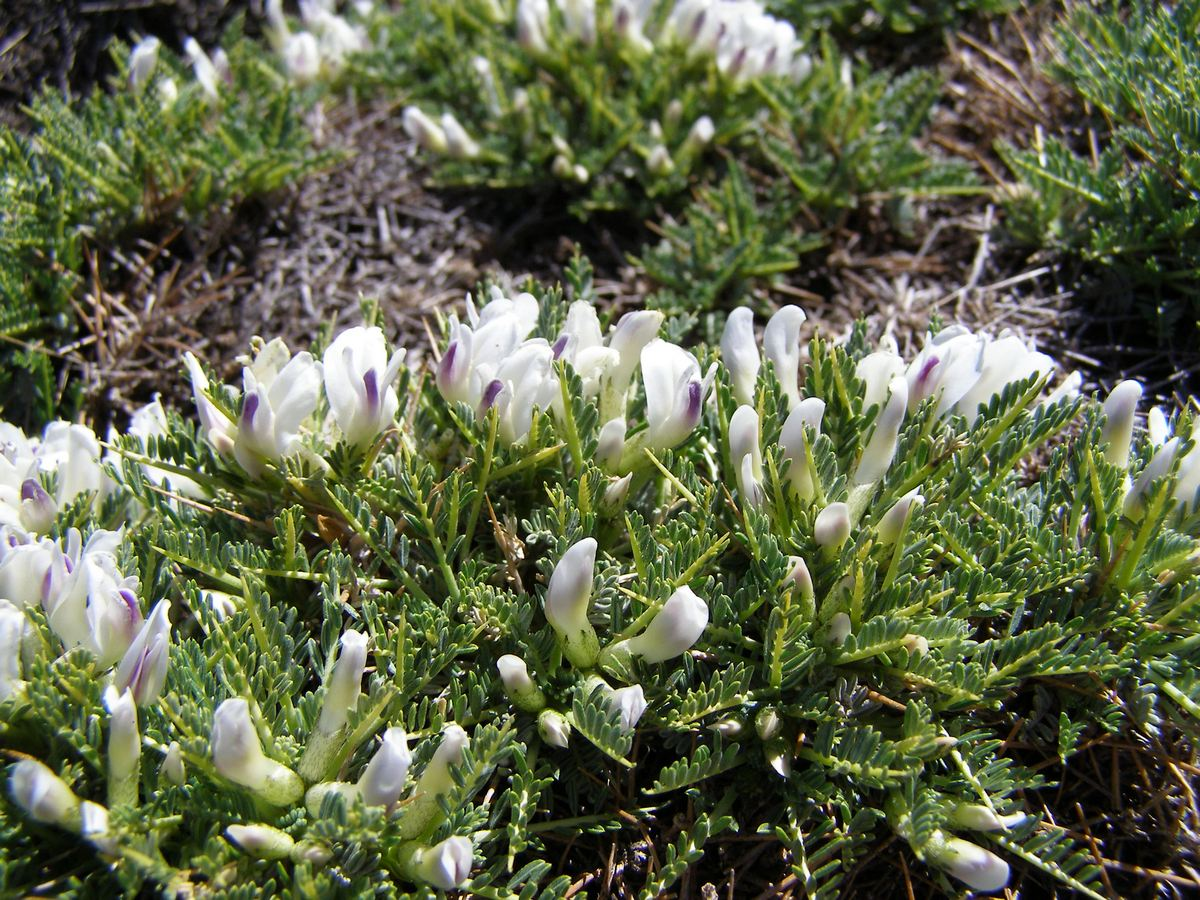
Blühender Astragalus angustifolius

Die dorische Bezeichnung für das Gebirge bedeutete „Waldgebirge“. Jahrtausendelange Überweidung und Abholzung hatten einen Rückgang des bewaldeten Gebietes bis auf Restbestände wie den Rouvas-Wald (Δάσος Ρούβα (n. sg.)) zur Folge. Heute dominieren Pflanzen in der Wuchsform der Phrygana. Bis in die Gipfelhöhen gedeihen frost- und trockenheitsunempfindliche Pflanzen, die dem dauernden Verbiss durch Ziegen und Schafe ausgesetzt sind, welche ebenfalls bis in die höchsten Regionen weiden. Die dominierende Pflanze in Buschform ist hier der Tragant Astragalus angustifolius.
Obwohl noch stärker durch Überweidung betroffen als beispielsweise die Weißen Berge, wurde durch EU-Förderung des Schaf- und Ziegenbestands im Psiloritisgebiet weiter stark gesteigert. Trotzdem sind fast die Hälfte aller kretischen Endemiten auch im Ida-Gebirge heimisch, das zudem als Ganzes auf europäischer Ebene als Important Bird Area ausgewiesen ist.
Das Idagebirge ist Namensgeber der Preiselbeere (Vaccinium vitis-idaea).

## Alpinismus
Das Psiloritis-Massiv ist von mehreren Ausgangspunkten aus zu durchwandern; gekennzeichnete Wege und Straßen führen unter anderem ab Fourfouras Φουρφουράς (m. sg.), Lochria, Kamares, Zaros, Gergeri, Asites, Krousonas und Anogia (über die Nida-Hochebene) bis in die Gipfelregion. Ein Teil dieser Wege gehört zum Europäischen Fernwanderweg E4.

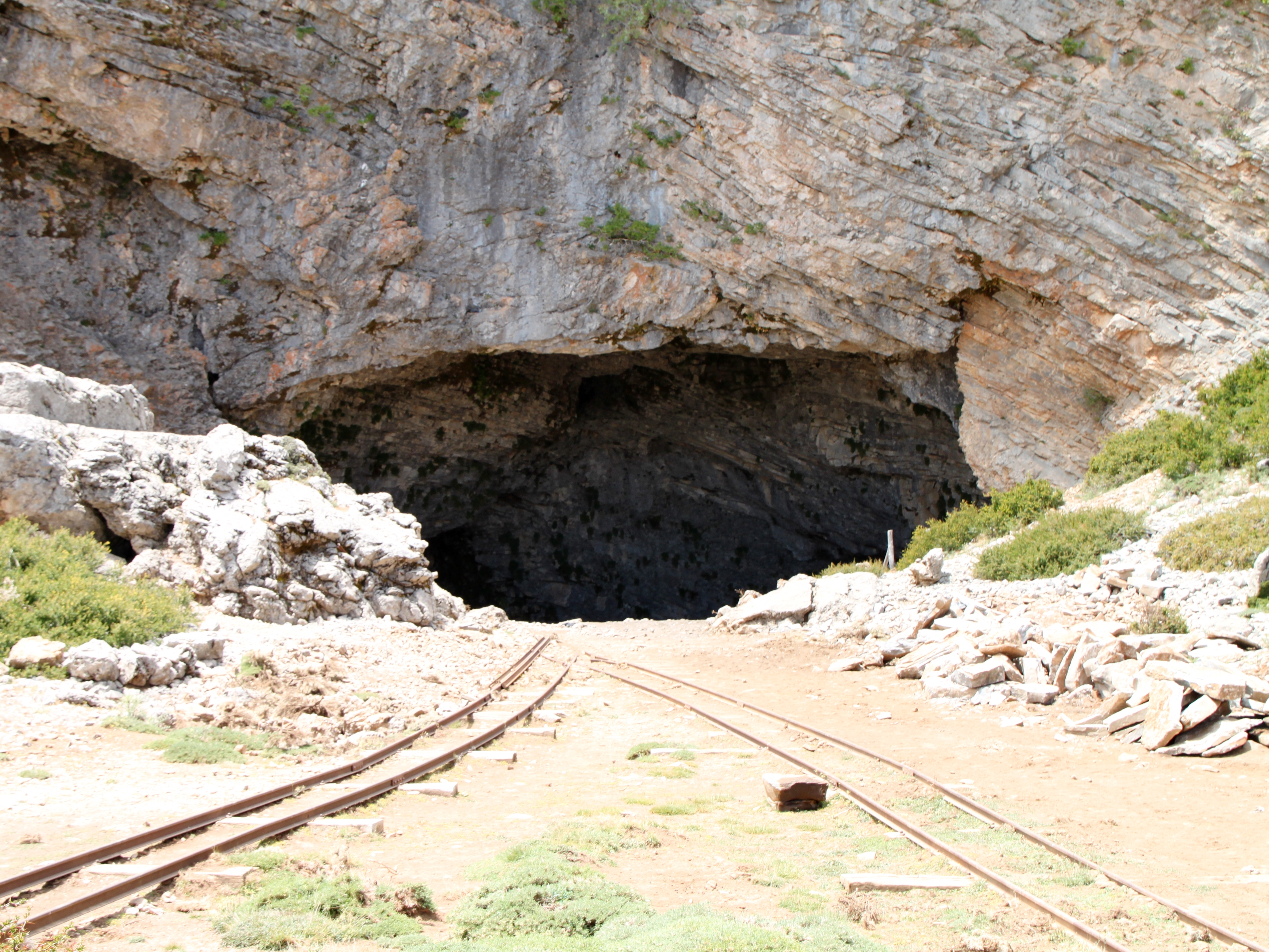
Eingang der Zeus-Höhle

Die klassische Aufstiegsroute zum höchsten Gipfel beginnt auf der Nordseite des Massivs eine gute halbe Fahrstunde oberhalb von Anogia am großen Wanderparkplatz auf der Nida-Hochebene (1360 m). Die schmale Bergstraße hinauf zur Hochebene ist durchgängig asphaltiert. Für den Auf- und Abstieg von dort aus sollten etwa acht Stunden gerechnet werden. Angesichts der langen Anfahrt und Gehzeit empfiehlt es sich, eine Nacht in Anogia einzuplanen. In dem großen Bergdorf gibt es mehrere Unterkunftsmöglichkeiten. Auf einem kurzen Abstecher kann die Idäische Grotte (griechisch Ιδαίο Άντρο Ideo Andro (n. sg.)), der mythische Geburtsort des Zeus, besucht werden. Sie befindet sich am Westhang über der Nida-Hochebene gleich zu Beginn des Anstieges und nur wenige Gehminuten von der Aufstiegsroute entfernt.
Ebenfalls von Norden aus gibt es seit einigen Jahren eine vollständig asphaltierte, 13 Kilometer lange Zufahrtsstraße von Livadia. Bis zum Wanderparkplatz an der Schutzhütte auf der Hochebene Lakkos Migerou (m. sg.) auf knapp 1.600 Meter Höhe kann man mit normalen PKW (ohne Allradantrieb) problemlos fahren. Von dort ist eine Besteigung des Gipfels in 2,5 Stunden möglich. Der Weg ist durchgängig sehr gut gekennzeichnet und am Anfang sogar gepflastert. Es gibt keine hochalpinen Gefahren, und zumindest nach der Schneeschmelze (in der Regel Ende Juni) reicht einfaches Schuhwerk aus.

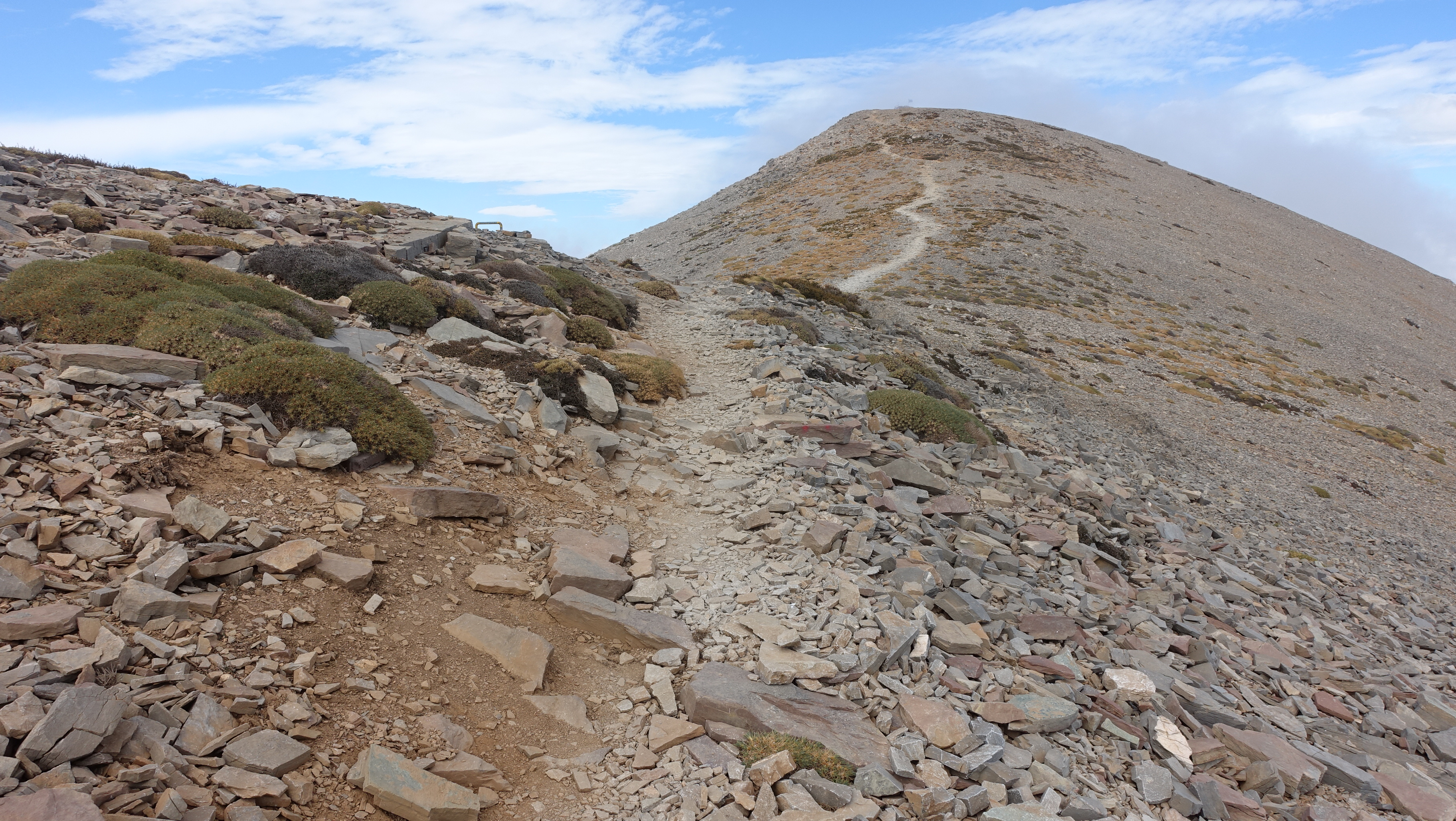
Letzter Anstieg kurz vor dem Gipfel als E4-Wanderweg

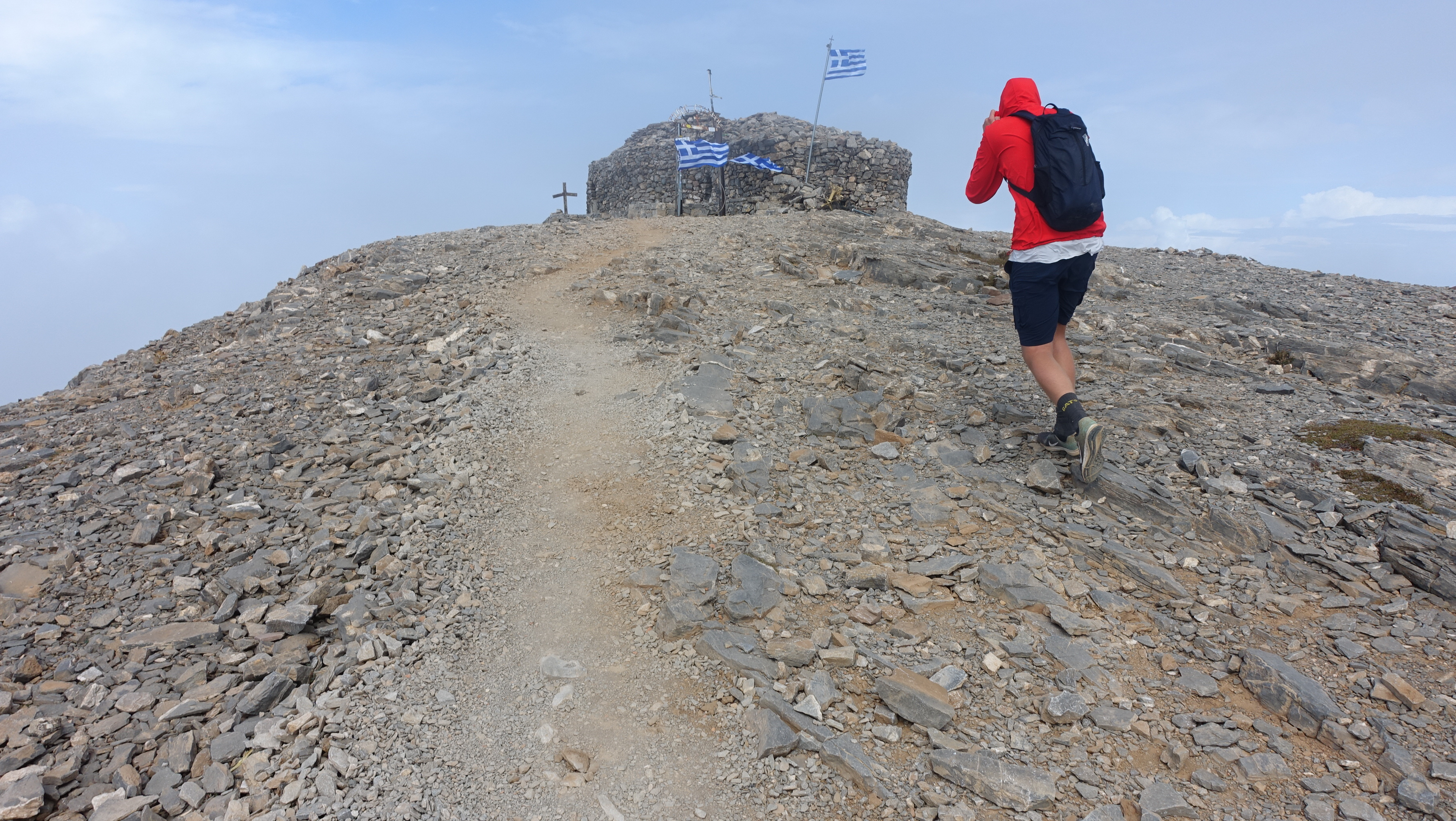
Gipfel mit kleiner Kapelle als Schutzhütte

Die Gipfelregion ist sehr wasserarm. Neben der Gipfelkapelle ist eine Zisterne angelegt, deren Wasser nur gekocht getrunken werden kann. Als Übernachtungsmöglichkeiten sind an die Kapelle Timios Stavros steinerne Schutzräume in der Bauweise von Schäferhütten (Mitata) angebaut. Es gibt eine Glocke zum Läuten.

## Verkehrsverbindungen und Tourismus

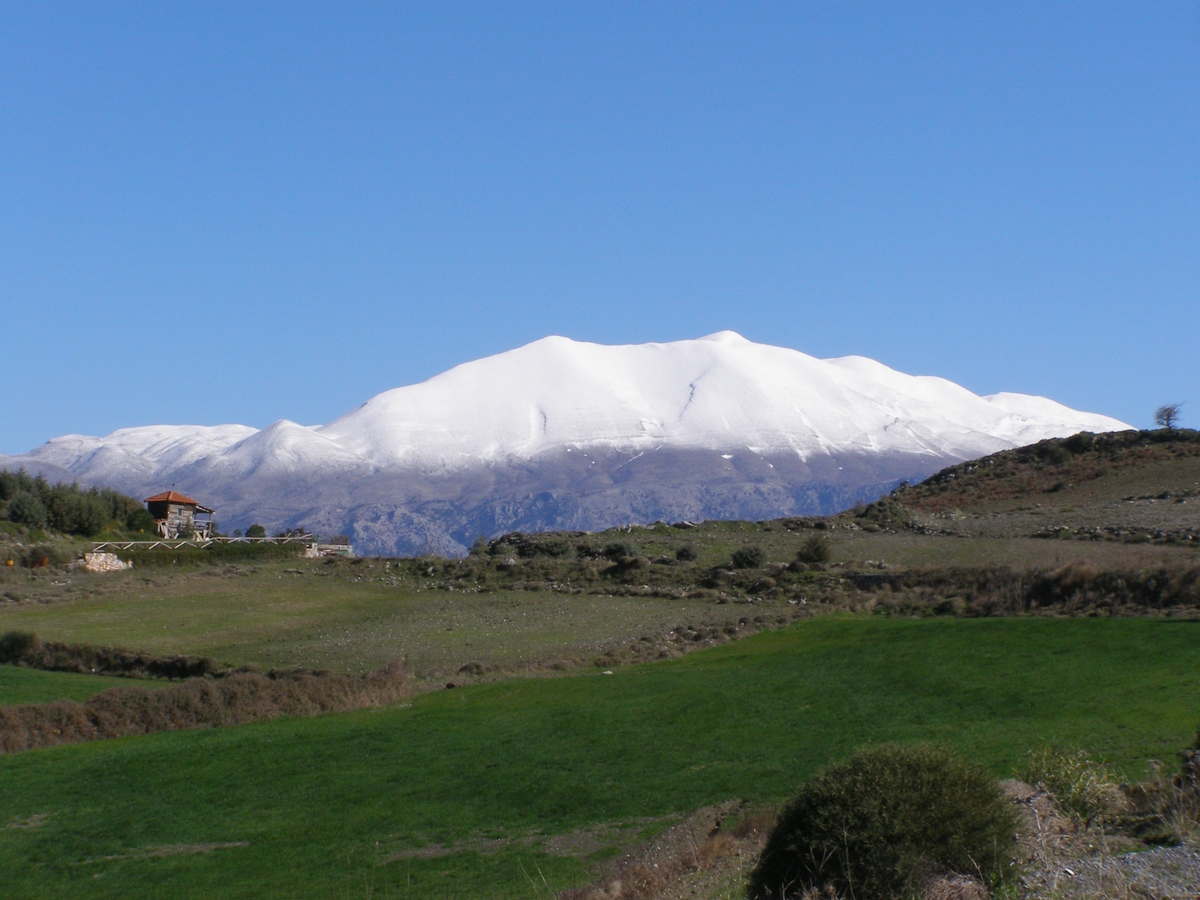
Psiloritis-Gipfel von Süden

Südlich und nördlich des Massivs verlaufen in Ost-West-Richtung Straßen, die viele kleine Ortschaften an den Berghängen verbinden. Durchgängig asphaltierte Nord-Süd-Verkehrsverbindungen gibt es nur westlich und östlich des Gebirgsmassivs. Eine großteils unasphaltierte Straße verbindet die von Anogia aus erreichbare Nida-Hochebene mit dem südlich des Massivs gelegenen Dorf Gergeri.
Wanderziele im Idagebirge sind neben dem Hauptgipfel und der Idäischen Grotte unter anderen die Kamares-Höhle, die archäologische Stätte Zominthos sowie die bei Zaros im Süden mündende Rouvas-Schlucht, die nach Norden bis in den Rouvas-Wald führt, den größten Kermeseichenwald Kretas.